# Rosa Vercellana
Rosa Vercellana (Niza, 3 de junio de 1833-Pisa, 26 de diciembre de 1885) fue la esposa morganática del rey de Italia Víctor Manuel II.

## Biografía
Era la hija menor de Giovanni Battista Vercellana, que formó parte de la Guardia Imperial Napoleónica, y de su esposa, Maria Teresa Griglio. Después de la caída de Napoléon, su padre fue nombrado oficial en la guardia del rey y comandó la Guarnición Real en la finca de caza de Racconigi en 1847. Fue allí, mientras estaba viviendo con su familia, donde Rosa conoció a Víctor Manuel, el príncipe heredero. Se convirtió en su amante y le dio dos hijos ilegítimos:
- Vittoria Guerrieri (2 de diciembre de 1848-1905), casada (1868) 1. Marchese (marqués) Giacomo Spinola (1828-1872), tuvo descendencia; (1873) 2. Marchese (marqués) Luigi Spinola (1825-1899), tuvo descendencia; 3. Paolo de Simone (se suicidó), no tuvo descendencia.
- Emanuele Alberto Guerrieri (16 de marzo de 1851-23 de diciembre de 1894), conde de Mirafiori y Fontanafredda, casado en 1873 con Bianca de Larderel (1856-1942), tuvo descendencia.

Su amorío causó gran escándalo en 1849 cuando Víctor fue coronado rey. Sin embargo, cuando su reina murió en 1855, el rey nombró a Rosa condesa de Mirafiori y Fontanafredda por decreto real en 1858. El rey también reconoció y dio el apellido de Guerrieri a los dos hijos que tuvo de Rosa.
En 1863, el rey decidió trasladarse al castillo de la Mandria (Venaria Reale) con Rosa y sus hijos, en pleno proceso de unificación de Italia. Rosa y el rey se casaron en ceremonia religiosa el 18 de octubre de 1869 en San Rossore. Fue un matrimonio morganático, por lo que Rosa nunca fue reina. Después de dos marchas fracasadas sobre Roma, lideradas por Garibaldi, las fuerzas italianas tomaron la ciudad en 1870 debido a la preocupación francesa por una posible guerra franco-prusiana, y en 1871 Roma fue nombrada capital, trasladándose allí los Saboya. Es en Roma donde se celebró el matrimonio civil entre Rosa y Víctor Manuel, en 1877. Dos meses después de la ceremonia civil falleció el rey. Rosa sólo le sobrevivió durante ocho años, falleciendo en 1885.
- Datos: Q276000
- Multimedia: Rosa Vercellana / Q276000